# 1066
Évszázadok: 10. század – 11. század – 12. század
Évtizedek: 1010-es évek – 1020-as évek – 1030-as évek – 1040-es évek – 1050-es évek – 1060-as évek – 1070-es évek – 1080-as évek – 1090-es évek – 1100-as évek – 1110-es évek
Évek: 1061 – 1062 – 1063 – 1064 –  1065 – 1066 – 1067 – 1068 – 1069 – 1070 – 1071

## Események

### Határozott dátumú események
- január 6. – II. Harold angol király trónra lépése.[1]
- szeptember 25. – A stamford bridge-i csatában II. Harold angol király legyőzi a norvég uralkodó, Keménykezű Harald inváziós seregét.[2] (A csatában Harold testvére, Tostig Godwinson és Harald király is elesik.)[3]
- szeptember 28. – A normann hódítás kezdete, Hódító Vilmos Normandia hercege megtámadja Angliát.[3]
- október 14. – A hastingsi csata, melyben a Hódító Vilmos által vezetett normann sereg legyőzi II. Harold angol király seregét. (A csatában a király is elesik és a Normandiai-ház kerül uralomra Angliában.)[2]
- december 25. – Hódító Vilmost a londoni Westminster-székesegyházban Anglia királyává koronázzák.[4]

### Határozatlan dátumú események
- szeptember – Tostig Godwinson és III. Harald norvég király megtámadja Angliát.
- az év folyamán– Salamon magyar király és Géza herceg hadba szállnak Zvonimir horvát király megsegítésére.[5]

## Halálozások
- január 5. – Hitvalló Eduárd angol király (* 1005)
- szeptember 25. – Tostig Godwinson, II. Harold angol király testvére
- szeptember 25. – III. Harald norvég király (* 1015 k.)
- október 14. – II. Harold angol király, Anglia utolsó szász uralkodója[6] (* 1022)